# Daviesia teretifolia
Daviesia teretifolia är en ärtväxtart som beskrevs av George Bentham. Daviesia teretifolia ingår i släktet Daviesia, och familjen ärtväxter. Inga underarter finns listade i Catalogue of Life.